# Echt zauberhaft
Echt zauberhaft (Originaltitel: Interesting Times) ist der siebzehnte Scheibenwelt-Roman von Terry Pratchett. In deutscher Sprache erschien er 1997 im Goldmann Verlag (ISBN 3-442-41599-3). Ort der Handlung ist der Gegengewichtskontinent. Echt zauberhaft gehört zu den Zauberergeschichten, weshalb Rincewind wieder einmal eine maßgebliche Rolle spielt. Außerdem tritt Cohen der Barbar als wichtige Figur auf.
Der englische Titel referiert auf den chinesischen Fluch „Mögest du in interessanten Zeiten leben“.

## Handlung
Der Kaiser des Achatenen Reiches auf dem Gegengewichtskontinent liegt im Sterben und fünf einflussreiche Adelsfamilien streiten um die Nachfolge. Ihre Armeen belagern die Hauptstadt Hunghung und bedrohen sich rituell. Aussichtsreichster, weil skrupellosester und gerissenster Anwärter auf den Thron ist Lord Hong.
Auf sein Betreiben hin kommt Rincewind, der „Große Zauberer“, ins Land. Einer Legende gemäß soll er die Rote Armee, eine von Lord Hong heimlich ins Leben gerufene Rebellengruppe, unterstützen und ihr zum Sieg über das verhasste Feudalsystem verhelfen. Lord Hong würde dann dieses System retten, Kaiser werden und die Umstürzler ihrer gerechten Strafe zuführen.
Zunächst aber trifft Rincewind auf Cohen den Barbaren und seine „Graue Horde“. Diese Gruppe sehr alter Helden will, unter Anleitung des Ex-Lehrers Herr Zervelatwurst, einen letzten großen Coup landen. Sie haben vor, sich den Thron unter den Nagel zu reißen.
Sobald Rincewind von diesem Plan erfährt, reagiert er seiner Angsthasennatur gemäß und setzt sich ab. Er versucht so viel Abstand wie möglich zwischen sich und die Hauptstadt zu bringen. Ein vergebliches Unterfangen, das ihn zunächst in die Hände der Roten Armee und dann fast umgehend in die Kerker des kaiserlichen Palastes führt. Dort trifft er zu seiner Überraschung seinen alten Freund Zweiblum wieder, den ersten Touristen der Scheibenwelt. Seine harmlose Broschüre Wie ich meine Ferien verbrachte hat sich unvermutet zur revolutionären Kampfschrift gewandelt und kursiert in hunderten Abschriften im Untergrund.
Inzwischen lässt Lord Hong den Kaiser ermorden und versucht die Tat den gefangenen Revolutionären in die Schuhe zu schieben. Das misslingt und mitten in dieses Kuddelmuddel platzt die Graue Horde und usurpiert, ohne auf nennenswerten Widerstand zu stoßen, den verwaisten Thron.
Letztlich aber lassen sich die 5 Armeen, die um die Hauptstadt herum stationiert sind, nicht ignorieren. Es kommt zum Showdown zwischen den sieben Helden-Greisen der Grauen Horde und den etwa 1 Million Soldaten. Rincewind, der sich inzwischen wieder abgesetzt hat, stolpert zufällig über die Steueranlage, mit der sich einige Tausend Terracotta-Krieger aktivieren lassen. Das Eingreifen dieser roten Armee bereitet den Attacken der verängstigten regulären Truppen ein jähes Ende. Zum Schluss ereilt Lord Hong ein ihm angemessenes Schicksal. Rincewind verschwindet widerwillig, aber auf magische Weise. Zurück bleiben Kaiser Cohen, die Graue Horde und sein neuer Großwesir Zweiblum.